# Instituto Geográfico e Histórico do Amazonas
Instituto Geográfico e Histórico do Amazonas (IGHA) é um instituto cultural histórico e científico, com fins arquivísticos e de pesquisa. Foi fundado em 1917 e tombado como patrimônio histórico pelo Conselho Estadual de Defesa do Patrimônio Histórico Artístico do Amazonas (CEDPHA) em 1980.

## História
O processo de fundação do Instituto Geográfico e Histórico do Amazonas começou no dia 11 de março de 1917, data da primeira ata de reunião, onde foi designada uma comissão para elaborar o estatuto da instituição. Entre os nomes responsáveis da comissão estão Bernardo de Azevedo da Silva Ramos, Vivaldo Palma Lima, Henrique Rubin, Antonio Ribeiro Clemente Bittencourt e Agnello Bittencourt, sendo os três últimos coronéis. O estatuto foi assinado pelo governador Pedro de Alcântara Bacellar tornando o instituto oficial. Na assembleia de fundação do IGHA, efetivada no dia 25 de março de 1917, os nomes do corpo administrativo também foram indicados pelo governador, bem como as comissões de trabalho. Os nomes administrativos eram: Bernardo Ramos como presidente, Agnello Bittencourt de primeiro secretário, Henrique Rubin de segundo secretário, Antonio Bittencourt na função de tesoureiro e Vivaldo Lima como orador.
Segundo o estatuto de fundação de 1917, o instituto estaria apto a realizar pesquisas nas mais diversas áreas, como: história, antropologia, filosofia, astronomia, botânica, sobre os limites estaduais da região, geologia, agricultura, comércio, navegação, além da capacidade de tratos com os mais diversos documentos a respeito da região. Assim como o Instituto Histórico e Geográfico Brasileiro à época de sua fundação, o IGHA também possuía fortes vínculos com o Estado, sendo a narrativa cultural passada pelo instituto tida como oficial. O instituto também possuía a função de preencher lacunas quanto a produção intelectual amazonense.

## Acervo
O IGHA é localizado, desde a sua fundação em 1917, na Rua Frei José dos Inocentes, em um prédio de dois andares no centro histórico de Manaus. No acervo do instituto contém documentos legais, folhetos, revistas e jornais. Esses documentos são da época provinciana e também dos primeiros anos da Primeira República. Grande parte do acervo é inventariado e higienizado.